# Antigua iglesia de Santiago (Guadalajara)
La iglesia de Santiago fue un inmueble de la ciudad española de Guadalajara, demolido a comienzos del siglo XX. No debe confundirse con la actual iglesia de Santiago el Mayor, que se corresponde con la antigua iglesia del convento de Santa Clara.

## Historia

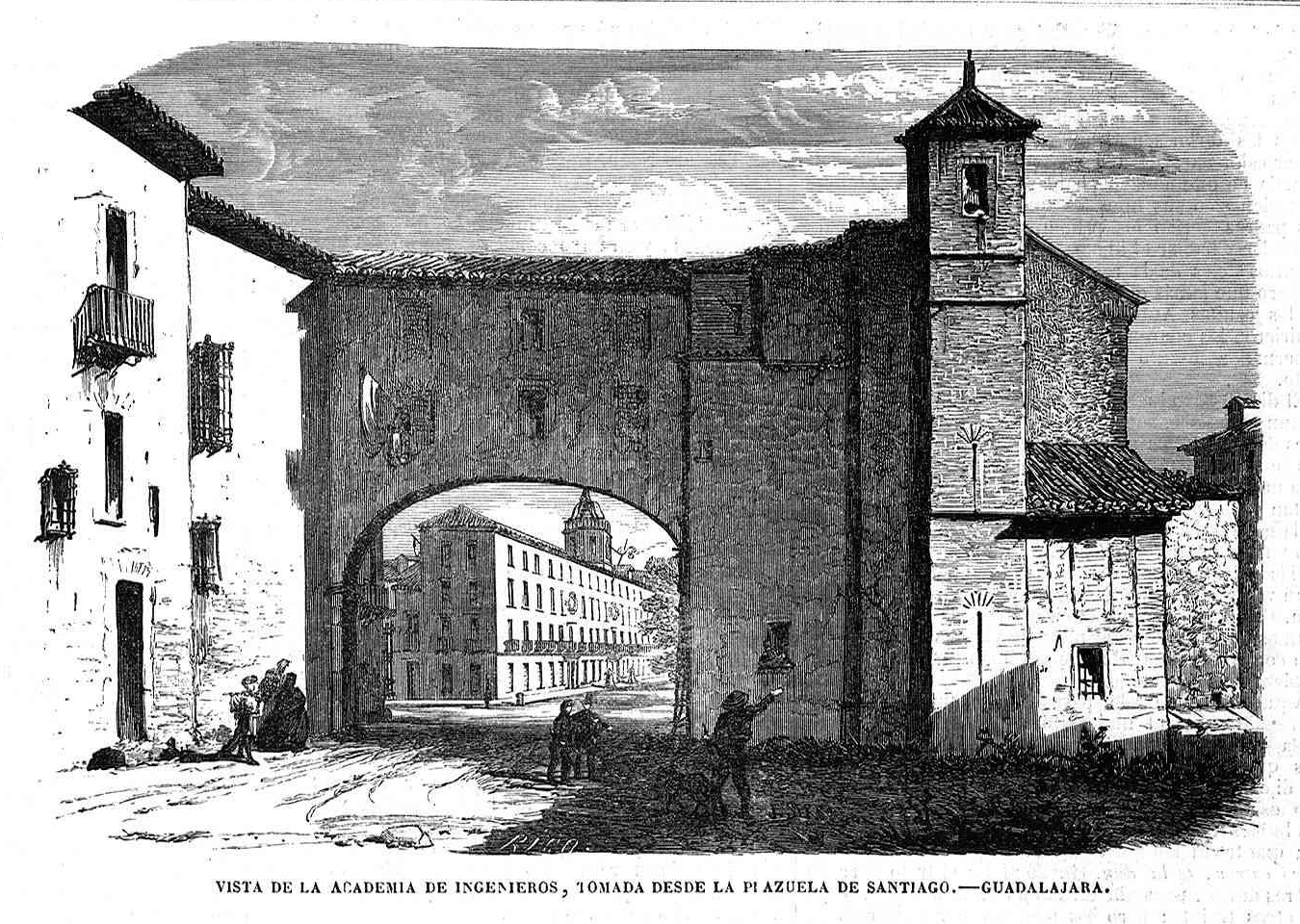
Vista de la iglesia (derecha), unida al palacio del Infantado por un paso elevado. Al fondo la Academia de Ingenieros de Guadalajara.

Su construcción se remontaría al siglo XVI. La iglesia aparece descrita en el octavo volumen del Diccionario geográfico-estadístico-histórico de España y sus posesiones de Ultramar de Pascual Madoz de la siguiente manera:

Santiago: tambien de segundo ascenso. sirven el culto un cura, un beneficiado, un sacristan organista y dos acólitos: esta parr. que en la actualidad solo consta de una sola nave, ha sufrido diversas alteraciones en su fábrica, en distintas épocas, habiendo sido la última en 1837, que para hermosear y dar mas ensanche al paseo denominado de la Fábrica, se le derribó una capilla, hermosa y de sólida construccion, llamada de la Trinidad, propia de la familia de los Pechas se: hallaban enterrados en ella, su fundador Fernan Rodriguez Pecha, caballero y camarero del rey Don Alonso XI, y D. Alonso Pecha, obispo de Jaén: hay otra capilla de propiedad del duque del Infantado, en la que se veneran las reliquias de los santos apóstoles San Pedro y San Pablo, regaladas al cabildo por uno de los duques: entre las imágenes que se ven en Santiago, solo merecen citarse por su mérito artístico, la de la divina Pastora, procedente del extinguido conv. de San Antonio y San Anton Abad, y los cuadros de la Concepción y San Julián y Santa Basilisa.
(Madoz, 1847, p. 632)

Su demolición definitiva tuvo lugar a comienzos del siglo XX.